# Marieke de Boer
Marieke de Boer (Delfzijl, 18 juli 1992) is een Nederlands voetballer die sinds 2018 speelt als verdediger bij het Duitse SV Meppen in de 2. Bundesliga.

## Carrière
De Boer begon haar voetbalcarrière bij vv SGV. Via Oranje Nassau kwam ze in 2009 terecht bij sc Heerenveen, waarmee ze sindsdien uitkomt in de Eredivisie Vrouwen.

## Statistieken
| Seizoen | Club          | Land      | Competitie | Wedstrijden | Doelpunten |
| ------- | ------------- | --------- | ---------- | ----------- | ---------- |
| 2009/10 | sc Heerenveen | Nederland | Eredivisie | 2           | 0          |
| 2010/11 | sc Heerenveen | Nederland | Eredivisie | 21          | 0          |
| 2011/12 | sc Heerenveen | Nederland | Eredivisie | 10          | 1          |
| Totaal  | Totaal        | Totaal    | Totaal     | 33          | 1          |

Laatste update 14 mei 2012 13:34 (CEST)